# Paulino Plata
Paulino Plata Cánovas (Melilla, 25 de octubre de 1953) es un maestro y político español del Partido Socialista Obrero Español y diputado del Parlamento de Andalucía por la Circunscripción electoral de Málaga en la vii legislatura de España, desde el 9 de marzo de 2018. Entre el 30 de junio de 1987 al 29 de noviembre de 1994 fue alcalde de Antequera, y entre el 22 de marzo de 2010 al 7 de mayo de 2012, Consejero de Cultura de la Junta de Andalucía durante la presidencia de José Antonio Griñán.

## Biografía
Nació en Melilla y es diplomado en Magisterio, está casado y es padre de tres hijas. Ejerció de maestro en las ciudades de Mollina y Antequera. 
Comienza en el ámbito político en 1979, donde se afilia al PSOE, comenzando como secretario general de los socialistas en Molina y Antequera. Ha sido vicesecretario de la ejecutiva provincial y, más tarde, presidente del PSOE de Málaga. Desde 1982 es parlamentario andaluz, consejero de Agricultura y Pesca de la Junta de Andalucía, cargo que ocupa desde 1994 a 2002 y consejero de Turismo, Comercio y Deporte de 2004 a 2007. Entre 2010 a 2012 fue Consejero de Cultura.
Fue concejal del Ayuntamiento de Antequera y, entre 1987 y 1994, alcalde de la ciudad, y diputado en el parlamento de Andalucía interrumpidamente desde 1982.
En 2007 concurrió a las primeras elecciones a la alcaldía de Marbella tras el caso Malaya y fue concejal hasta su renuncia, seis meses después. El 4 de junio de 2013 fue nombrado presidente de la Autoridad Portuaria de Málaga, puesto que desempeñó hasta 2019.